# James Harden
James Edwards Harden Jr. (født 26. august 1989) er en amerikansk basketballspiller, som spiller for NBA-holdet Los Angeles Clippers. Han anses som en af de bedste skytter i NBA's historie, og vandt NBA Most Valuable Player i 2018. 

## Spillerkarriere

### Oklahoma City Thunder
Harden blev valgt af Oklahoma City Thunder med det 3. valg ved NBA draften i 2009. Han blev hurtigt kendt som en dygtig trepointsskytte, og kom i sin debutsæson på All-Rookie Second Team, som er de 6-10 bedste rookies fra den foregående sæson.
I 2011-12 sæsonen vandt Harden Sixth Man of the Year, hvilke gives til den bedste bænkspiller fra den foregående sæson. Harden dannede sammen med Russell Westbrook og Kevin Durant en af de bedste unge trioer i ligaen hos Thunder. Thunder nåede til NBA finalen i 2011-12 sæsonen, men tabte til Miami Heat. Efter sæsonen skulle Harden have en ny kontrakt, men Thunder nægtede at give Harden en makskontrakt, som Harden ønskede, fordi at Thunder ville gå over lønningsloftet, og dermed skulle de betale en extra skat til ligaen for at gå over lønningsloftet. Thunder traded derfor Harden til Houston Rockets.

### Houston Rockets
Harden fik en makskontrakt med Rockets, og viste sig hurtigt at have været en god handel. I hans debutsæson blev Harden for første gang i sin karriere en All-Star, og kom på All-NBA Third Team. Han blev kun bedre i den næste sæson, da han igen var All Star i 2013-14 sæsonen.
Harden sprang frem som en af ligaens bedste spillere i 2014-15 sæsonen. For første gang var han med i MVP diskussionen, og endte med at slutte som andenplads for MVP, kun bag Stephen Curry. To sæsoner senere, i 2016-17 sæsonen, sluttede Harden igen som andenplads i MVP racet, kun bag sin tidligere holdkammerat Russel Westbrook. Han fik dog endeligt fat på prisen efter 2017-18 sæsonen, hvor at The Beard vandt prisen for første gang.
Rockets havde dog ikke meget succes i slutspillet over de sidste år, men kom i 2018-19 sæsonen længst under Hardens tid i klubben, da de nåede hele vejen til semifinalen, hvor at de tabte en meget tæt serie imod Golden State Warriors. Harden spillede 2 flere sæsoner i Houston, hvor at han i begge sæsoner var en af de 3 finalister til MVP, men vandt ikke prisen. 
Kort efter nytåret i 2020-21 sæsonen blev Harden traded til Brooklyn Nets, efter at han var utilfreds med at holdet ikke var i stand til at spille med om et mesterskab.

### Brooklyn Nets
Harden blev i Brooklyn genforenet med sin tidligere holdkammerat Kevin Durant, samt forenet med stjernen Kyrie Irving. Det lykkedes dog ikke Harden, at hjælpe Brooklyn til et mesterskab i hans debutsæson, da de tabte i en tæt serie imod Milwaukee Bucks.

### Philadelphia 76ers
Harden blev i februar 2022 traded til Philadelphia 76ers som del af en aftale, der sendte Ben Simmons den anden vej. Før 2023-24 sæsonen, sagde Harden til holdet, at han ikke længere ville spille for 76ers, og at han var blevet lovet af holdets præsident, at han måtte få en trade til Los Angeles Clippers. Da dette blev afvist, så kaldte han præsidenten en løgner, og nægtede at dukke op til træning.

### Los Angeles Clippers
I november 2023 fik Harden sin vilje, og han blev traded til Los Angeles Clippers.

### Landshold
Harden var med på dat amerikanske landshold, der ved OL 2012 i London skulle forsøge at leve op til holdets guldmedaljer fra forrige OL. Med stjerner som Kobe Bryant, LeBron James og Kevin Durant vandt holdet alle kampene i indledende pulje stort, bortset fra en ret tæt kamp mod Litauen, som dog blev vundet. Dernæst blev Australien besejret i kvartfinalen og Argentina i semifinalen, inden finalen mod Spanien blev en relativt tæt affære, indtil amerikanerne i de sidste fem minutter trak lidt fra og vandt med 107-100 og dermed lykkedes med at genvinde guldet. Spanien fik sølv og Rusland bronze.
Han var også med til at blive verdensmester med USA to år senere i 2014, men han valgte ikke at stille op til OL 2016.